# Franz Pfeiffer (Verwaltungsjurist, 1900)

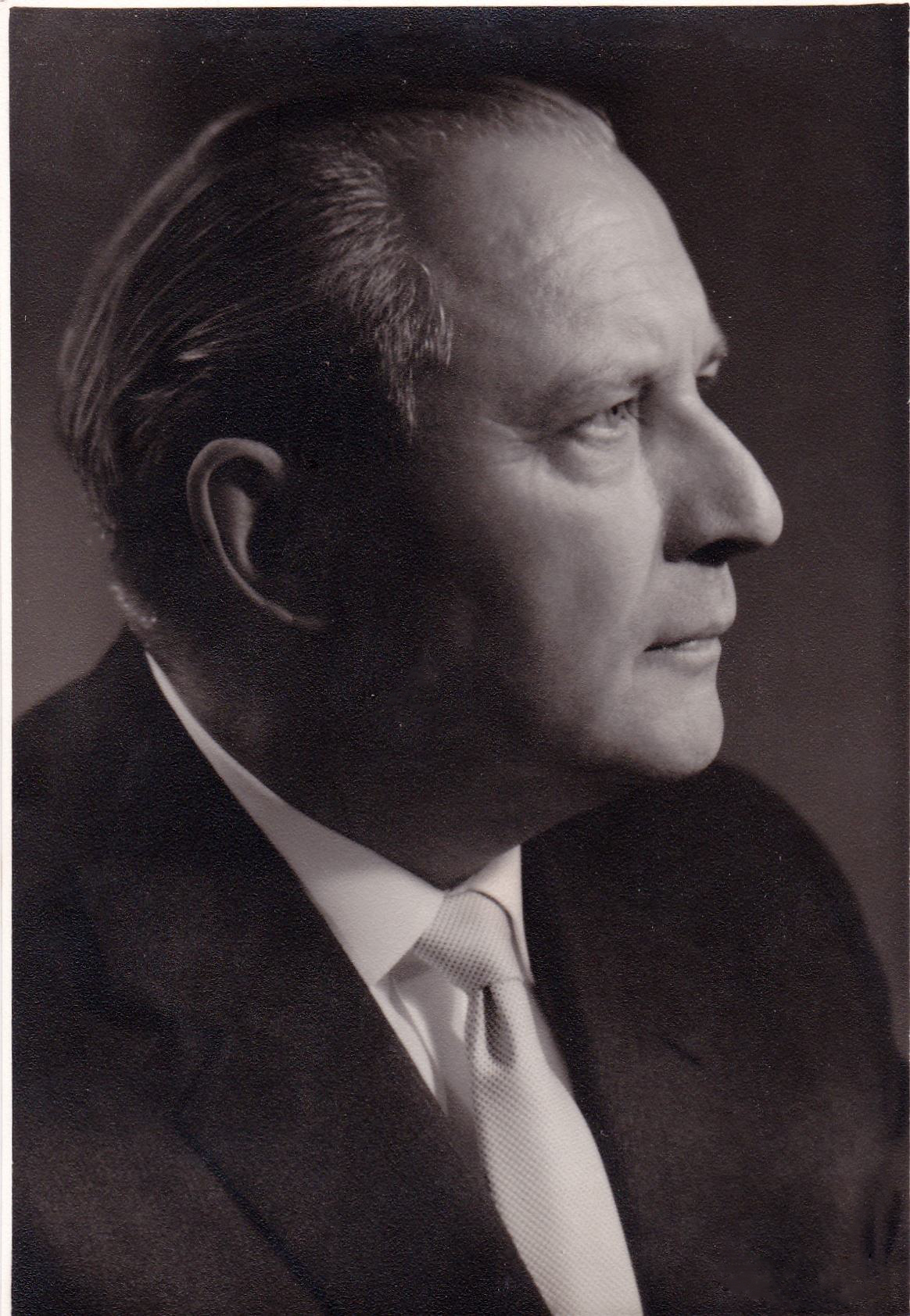
Franz Pfeiffer

Franz Pfeiffer (* 14. Oktober 1900 in Neustadt an der Weinstraße; † 21. Juni 1979 ebenda) war ein deutscher Verwaltungsjurist und Regierungspräsident der Pfalz. Er war Mitglied der Deutschen Zentrumspartei bis zu deren Verbot in der Zeit des Nationalsozialismus.

## Ausbildung
Pfeiffer wurde am 14. Oktober 1900 als ältester Sohn des Studiendirektors Jakob Pfeiffer in Neustadt an der Weinstraße geboren, das damals noch Neustadt an der Haardt hieß. Nach seiner Schulzeit legte er am Humanistischen Gymnasium in Neustadt (heute Kurfürst-Ruprecht-Gymnasium) das Abitur mit sehr guten Leistungen ab. 1917 wurde er eingezogen und durchlief die Grundausbildung als Offiziersanwärter beim 12. Bayerischen Feldartillerieregiment in Landau. Als Soldat kam er im Ersten Weltkrieg nicht mehr zum Einsatz.
Pfeiffer studierte in München an der Ludwig-Maximilians-Universität Rechtswissenschaft. Während des Studiums war er in zwei Studentenverbindungen des katholischen Studentenverbandes CV aktiv. Er führte die Verbindung KDStV Aenania als Senior und war Mitbegründer der Verbindung KDStV Trifels in München. Anfang der 1920er Jahre schloss er das Jurastudium mit dem Staatsexamen und der Note 1 ab, anschließend wurde er zum Dr. jur. promoviert. Während seiner Studienzeit in München hatte er den Novemberputsch durch Adolf Hitler und das Auftreten der Nazis erlebt.

## Beruf
Nach der Promotion trat Pfeiffer in den bayerischen Verwaltungsdienst ein. Er war zunächst von 1928 bis 1931 Regierungsassessor bei der Bezirksregierung der Pfalz in Speyer und danach von 1931 bis 1933 Regierungsrat und stellvertretender Landrat beim Bezirksamt der Pfalz in Neustadt an der Weinstraße. In dieser Zeit ließ er mehrmals Wahlveranstaltungen der NSDAP und Hitlers verbieten bzw. durch die Polizei auflösen.
Nach Hitlers Machtergreifung wurde Pfeiffer am 24. Juni 1933 von der Gestapo verhaftet und der Volksverhetzung sowie des Hoch- und Landesverrats beschuldigt. Zusammen mit drei weiteren „Prominenten“ wurde er durch die Stadt geführt. Die Verhafteten mussten ein Schild mit der Aufschrift „So 4 Schurken wie wir gibt’s keine mehr hier!“ vor sich hertragen und die Schmähungen der Schaulustigen über sich ergehen lassen. Anschließend wurde Pfeiffer in sogenannte Schutzhaft genommen. Nach drei Tagen wurde durch Vermittlung des Bischofs von Speyer, Ludwig Sebastian, Pfeiffers Freilassung erreicht; unter der Auflage, die Pfalz unverzüglich zu verlassen, wurde er auf freien Fuß gesetzt. In München fand er bei Freunden Aufnahme und war als Sachbearbeiter bei der Bayerischen Versicherungskammer tätig.
Nach dem Ende des Zweiten Weltkriegs wurde Pfeiffer 1945 von den Amerikanern im Kriegsgefangenenlager Heilbronn interniert, kurze Zeit später jedoch entlassen. 1947 kehrte er wieder in seine pfälzische Heimat zurück und wurde am 10. März 1948 als stellvertretender Oberregierungspräsident zum Chef der pfälzischen Verwaltung ernannt. Ab Anfang Juli 1951 bis zu seiner Pensionierung am 28. Februar 1966 war er Regierungspräsident der Pfalz. In seine Amtszeit fällt der Wiederaufbau der Pfalz, deren Strukturen nach dem Ende der Nazi-Diktatur und dem Zusammenbruch des Dritten Reichs vollständig zerstört und aufgelöst waren.

## Außerberufliche Tätigkeiten und Ehrenämter
Pfeiffer war Mitbegründer und Präsident des Rotary Clubs Kaiserslautern. Später initiierte er auch die Gründung des Rotary Clubs Landau-Neustadt. Ehrenamtlich tätig war er unter anderem im Beirat der Bayerischen Hypotheken- und Wechselbank, Aufsichtsratsvorsitzender der Pfälzischen Pensionsanstalt, im Vorstand der Pfalzwerke und als Vorsitzender des Roten Kreuzes der Pfalz.

## Ehrungen
- Großes Verdienstkreuz der Bundesrepublik Deutschland (1966)
- Ehrenzeichen des Deutschen Roten Kreuzes (1966)
- Silvesterorden